# Wzgórek jajonośny
Wzgórek jajonośny (łac. cumulus oophorus) – w pęcherzyku Graafa niewielki zespół komórek przytwierdzający oocyt wraz z wieńcem promienistym i osłonką przejrzystą do ściany pęcherzyka. Powstaje z komórek warstwy ziarnistej w czasie rozwoju ekscentrycznie położonej jamy wypełnionej płynem pęcherzykowym, produkowanym przez komórki warstwy ziarnistej.